# У всякого есть план, пока в глаз не дадут
«У всякого есть план, пока в глаз не дадут» — шестая серия третьего сезона американского телесериала «Ведьмак». Её режиссёром является Лони Перистере, сценарий написал Хавьер Грильо-Марксуа. Премьера состоялась 27 июля 2023 года на Netflix.

## Сюжет
Литературной основой сценария серии стали произведения писателя-фантаста Анджея Сапковского. Главные герои — ведьмак Геральт из Ривии, его «дитя неожиданности» Цирилла из Цинтры и его возлюбленная Йеннифэр из Венгерберга. Их судьбы разворачиваются на фоне масштабной политической игры, в ходе которой решается судьба целого континента. Основной источник сюжетного материала для всего третьего сезона — книга Сапковского «Час презрения».

## В ролях
- Генри Кавилл — Геральт из Ривии
- Фрейя Аллан — княжна Цирилла
- Аня Чалотра — Йеннифэр из Венгерберга

## Восприятие
Первые рецензенты отмечают проблемы с компьютерной графикой и постановкой боевых сцен, с логикой действий ряда персонажей. Плюсами эпизода называют обилие экшена и драматичный финал.